# Congressi anarchici internazionali
L'anarchismo e l'anarco-sindacalismo hanno tenuto congressi, conferenze e riunioni internazionali nei quali parteciparono organizzazioni, sindacati, gruppi ed individualità di idee libertarie dai primi momenti del movimento anarchico.

## La Prima Internazionale
La Associazione Internazionale dei Lavoratori (AIL), oggi conosciuta come la Prima Internazionale, raggruppava a diverse tendenze socialiste, tra cui predominavamo i marxisti – ispirati da Karl Marx e partitari della dittatura del proletariato – ed i bakunisti – ispirati da Mikhail Bakunin e partitari dell'abolizione dello stato e di qualsiasi forma di governo.
In questi primi anni del movimento socialista internazionale la AIL tenne 5 congressi nei quali parteciparono entrambe le tendenze, e nelle quali si manifestarono le divergenze tra le due ideologie. Successivamente al quinto congresso, il movimento si divise, dato che gli anarchici abbandonarono la Prima Internazionale. Durante il sesto congresso si decise la dissoluzione dell'AIL.

### Conferenze e Congressi realizzati dalla AIL
- Conferenza preliminare di Londra (Regno Unito), dal 25 al 29 settembre 1865. Lavori preparatori per il I congresso.
- I Congresso di Ginevra (Svizzera), dal 3 al 8 settembre 1866.
- II Congresso di Losanna (Svizzera), dal 2 al 8 settembre 1867.
- III Congresso di Bruxelles (Belgio), settembre 1868.
- IV Congresso di Basilea (Svizzera), settembre 1869.
- Conferenza di Londra (Regno Unito), dal 7 al 23 settembre 1871. Convocata per l'impossibilità di convocare il congresso annuale per la Guerra franco-prussiana e la Comune di Parigi (1871).
- V Congresso dell'Aia (1872) (Paesi Bassi), dal 2 al 7 settembre 1872.
- VI Congresso di Filadelfia (USA), 1875. Dissoluzione della AIL.

## I primi congressi anarchici
Dopo il Congresso dell'Aia nel quale si verificò la scissione tra i socialisti scientifici (marxisti) ed i socialisti libertari (anarchici), quest'ultimi si riunirono nel primo congresso anarchico, che fu il punto d'inizio del movimento: il Congresso Internazionale di Saint-Imier. L'organizzazione fu formata da diversi gruppi, tra cui le sezioni di Italia, Spagna, Belgio, Stati Uniti d'America, Francia e Svizzera.
Gli anarchici si considerarono sempre i continuatori della AIL, e su questa idea si organizzarono i congressi futuri. Questo concetto si rafforzò dopo la dissoluzione formale della Prima Internazionale nel 1875.

### Congressi anarchici fino al 1922
- Congresso Internazionale di Saint-Imier, (Svizzera), 15 settembre 1872.
- Congresso di Ginevra, (Svizzera), dal 1 al 6 settembre 1873.
- Congresso di Bruxelles, Belgio, dal 7 al 12 settembre 1874.
- Congresso di Berna, (Svizzera), dal 26 al 29 ottobre 1876.
- Congresso di Verviers, (Svizzera), dal 6 all'8 settembre 1877.
- Congresso Socialista Internazionale, Gand, Belgio, dal 8 al 15 settembre 1877.
- Congresso Anarchico di Londra, dal 14 al 20 luglio 1881.
- Congresso Anarchico di Amsterdam, dal 23 al 31 agosto 1907.

Ci furono diversi tentativi di congressi a Ginevra (1882), Parigi (1889), Chicago (1890) e Parigi (1900). Gli anarchici parteciparono anche in alcuni congressi socialisti, tra i quali Il Congresso Socialista di Londra del 1896.

## Rifondazione della AIT
Dopo la prima guerra mondiale gli anarchici e anarcosindacalisti si cimentarono della ricostruzione della Asociación Internacional de los Trabajadores (AIT). A Tal proposito, si tennero due conferenze a Berlino, la prima dal 16 al 21 dicembre 1920 e la seconda dal 16 al 18 giugno 1922. In breve tempo si ricostruì la nuova AIT, che tenne il suo primo congresso nel dicembre dello stesso anno.
La AIT la continua la sua attività fino al presente.

### Congressi dell'AIT
- 1º Congresso, Berlino, Germania, dal 25 dicembre 1922 al 2 gennaio 1923.
- 2º Congresso, Amsterdam, Paesi Bassi, 25 marzo 1925.
- 3º Congresso, Liegi, Belgio, dal 27 al 29 maggio 1928.
- 4º Congresso, Madrid, Spagna, dal 1 al 2 giugno 1931.
- 5º Congresso, Parigi, Francia, dal 24 al 31 agosto 1935.
- Congresso Straordinario, Parigi, Francia, dal 6 al 17 dicembre 1937.
- 6º Congresso, Parigi, dal 29 ottobre al 7 novembre 1938.
- 7º Congresso, Tolosa, dal 12 al 23 maggio 1915.
- 8º Congresso, Puteaux, luglio 1953.
- 9º Congresso, Marsiglia, luglio 1956.
- 10º Congresso, Tolosa, agosto 1958.
- 11º Congresso, Bordeaux, dal 2 al 25 settembre 1961.
- 12º Congresso, Puteaux, novembre-dicembre 1963.
- 13º Congresso, Boreaux, dal 10 al 12 novembre 1967.
- 14º Congresso, Montpellier, ottobre 1971.
- 15º Congresso, Parigi, aprile del 1976.
- 16º Congresso, Parigi, aprile del 1979.
- 17º Congresso, Madrid, dal 19 al 22 aprile 1984.
- 18º Congresso, Bordeaux, dal 1 al 3 aprile 1988.
- 19º Congresso, Colonia, aprile 1992.
- 20º Congresso, Madrid, dal 6 all'8 dicembre 1996.
- 21º Congresso, Granada, dicembre 2000.
- 22º Congresso, Granada, dal 3 al 6 dicembre 2004.
- 23º Congresso, Manchester, dall'8 a 10 dicembre 2006.
- 24º Congresso, Porto Alegre, dal 4 al 6 dicembre 2009.
- 25º Congresso, Valencia, dal 6 all'8 dicembre 2013.

## Congressi Anarchici dopo la Seconda Guerra Mondiale
Passata la guerra, gli anarchici tennero diversi congressi e conferenze, specialmente di carattere teorico ed ideologico. L'obiettivo era sempre lo stesso, fondare un'organizzazione internazionale che raggruppasse le diverse organizzazioni anarchiche non sindacaliste, cioè quelle che non partecipassero già alla federazione AIT.
Dopo alcuni intenti con risultati parziali, nel 1968 viene fondata un'organizzazione internazionale stabile, durante il Congresso di Carrara: la Internazionale delle federazioni anarchiche (IFA), ancora in attività.

### Congressi Anarchici Internazionali
- Parigi, dal 15 al 17 maggio 1948; si fonda l'Internazionale Anarchica.
- Parigi, 11 novembre 1949.
- Parigi, dal 6 al 7 giugno 1954; creazione della Internazionale Comunista Libertaria.
- Londra, dal 25 di luglio al 1 agosto 1958; creazione della Conferenza Internazionale Anarchica.
- Ginevra, dal 15 al 16 settembre 1962.
- Torino, dal 1° al 2 maggio 1964.
- Bückeburg,  dal 19 al 24 luglio 1964.
- Carrara, dal 31 agosto al 5 settembre 1968; 1º Congresso della IFA.
- 2º Congresso dell'IFA, Parigi, dal 1° al 4 agosto 1971.
- 3º Congresso dell'IFA, Carrara, dal 23 al 27 marzo 1978.
- 4º Congresso dell'IFA, Parigi, dal 31 ottobre al 3 novembre 1968.
- 5º Congresso dell'IFA, Valencia, dal 1° al 4 novembre 1990.
- 6º Congresso dell'IFA, Lione, dal 31 ottobre al 1/2 novembre 1997.
- Conferenza Internazionale, Madrid, dal 31 marzo al 1 aprile 2001; creazione della Solidarietà Internazionale Libertaria (SIL).
- Incontro internazionale SIL, Siviglia, giugno 2002.
- Incontro internazionale SIL, Porto Alegre, 25 gennaio 2003.
- 7º Congresso dell'IFA, Besançon, dal 9 al 12 aprile 2004.
- 8º Congresso dell'IFA, Carrara, dal 4 al 6 luglio 2008.
- 1° Conferenza del European Anarkismo groups, Parigi, dal 6 al 7 febbraio 2010.
- 2° Conferenza del European Anarkismo groups, Londra, dal 26 al 27 febbraio 2011; creazione del European Anarkismo Coordination.
- 9º Congresso dell'IFA, Saint-Imier, dal 9 al 12 agosto 2013.
- 3° Conferenza dell European Anarkismo Coordination, Saint-Imier, 8 agosto 2013.
- Conferenza Internazionale delle organizzazioni appartenenti ad Anarkismo, Saint-Imier, 10 agosto 2013.